# 25 (عدد)
25 (خمس وعشرون) هو عدد صحيح  يلي العدد 24 ويسبق العدد 26 وهو عدد طبيعي موجب.